# Saparua
Ne doit pas être confondu avec Sa Paru.
Saparua est une petite île à l'est de Haruku dans la province indonésienne des Moluques. Sa superficie est de 190 km². Sa population est de 32312 habitants, suivant le recensement de 2010.
Saparua est une île corallienne qui a la forme d'un papillon. La "ville" de Saparua est le centre de l'île. En dehors de la ville on trouve des plantations de sagoutiers, de muscadier et de girofliers. La cueillette des clous de girofle a lieu d'août à janvier. Pendant toute la période de cueillette, l'air s'emplit du parfum des clous que l'on met à sécher sur des nattes dans les jardins et le long des routes.
La ville en général assoupie de Saparua s'anime les jours de marché, le vendredi et le samedi. Marchands et chalands viennent de toute l'île et des îles voisines de Haruku et Nusa Laut. C'est le seul moment où les minibus circulent à travers l'île.
Dans la ville se trouve le vieux fort hollandais Duurstede, récemment restauré.
Autres attractions :
- Le village de Booi au sud-ouest, auquel on ne peut accéder que par des marches, à pied.
- Le village d'Ouw à 4 km au sud-est de Saparua est un centre de poterie ou tout est fait à la main, sans roue.
- Kulor au nord-est est près du seul endroit de l'île où l'on trouve encore un morceau de forêt tropicale.
- Autour de Saparua, les récifs de corail ont été détruits par la pêche aux explosifs, mais on trouve encore quelques spots pour le snorkel et la plongée près de Kulor, Booi et l'île inhabitée de Molana avec des coraux intacts et une grande variété de poissons tropicaux.

## Pattimura
À côté du fort de Duurstede se trouve un musée consacré à la rébellion de Thomas Matulessy, surnommé le "capitaine Pattimura". Après un incident à Porto et Haria en mai 1817, la population, sous la direction de Matulessy, prend le fort d'assaut et en tue tous les habitants, sauf le fils du resident (gouverneur) hollandais, âgé de 6 ans. Cet acte vaut à Matulessy le surnom de "Pattimura" (hati murah en malais), qui veut dire "généreux". Les Hollandais envoient des troupes de Java pour briser la résistance. En décembre de la même année, Pattimura est exécuté. Le petit garçon prendra plus tard le nom de "Van den Berg van Saparua", que portent toujours ses descendants.

## Galerie

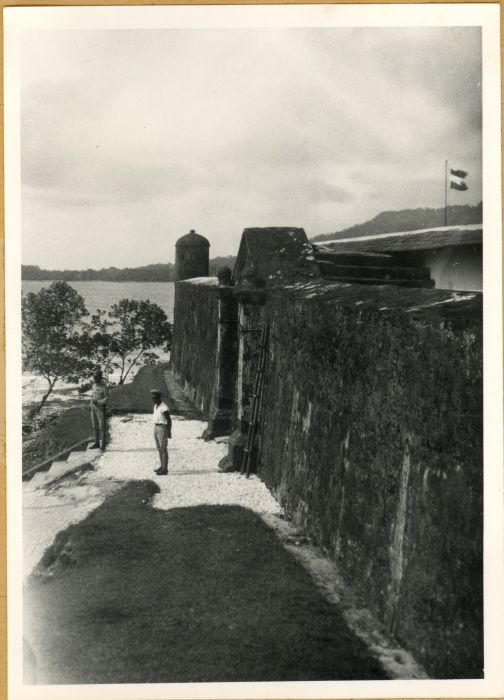
Le fort Duurstede en 1937.
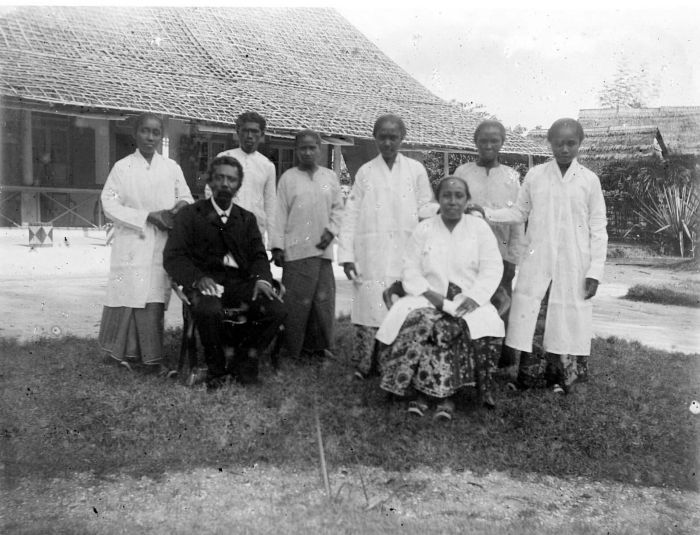
Le regent de Porto et sa famille (1891).